# Courier Mail Server
Courier è una suite di programmi per un server di posta elettronica. Si tratta di un groupware integrato che comprende SMTP, POP3, IMAP, HTTP per la gestione della posta, linguaggio interpretato per filtrare la consegna della posta (maildrop), supporto per mailing list, calendaring, fax-gateway e altro ancora. La maggior parte del software è sviluppata in C/C++ e compila in Linux e sistemi derivati da BSD, con qualche problema in altri sistemi Unix (Solaris, AIX). Licenza GPL.